# Diocèse de Saint-François-d'Assise de Jutiapa
Ne doit pas être confondu avec Archidiocèse de San Francisco, Diocèse de San Francisco ou Diocèse de San Francisco de Macorís.
Le diocèse de Saint-François-d'Assise de Jutiapa (en latin : Dioecesis Sancti Francisci Assisiensis de Iutiapa ; en espagnol : Diócesis de San Francisco de Asís de Jutiapa) est un diocèse de  l'Église catholique du Guatemala, suffragant de l'archidiocèse de Santiago de Guatemala.

## Territoire
Il comprend le département de Jutiapa avec un territoire d'une superficie de 3 219 km2 divisé en 16 paroisses. Son siège épiscopal est dans la ville de Jutiapa où se trouve la cathédrale Saint-Christophe.

## Histoire
Le diocèse est érigé le 25 janvier 2016 par la constitution apostolique Ab Domino ipso du pape François en prenant sur le territoire du diocèse de Jalapa.

## Évêques
- Antonio Calderón Cruz (25 janvier 2016- )[4].